# Елагин, Александр Викторович
Алекса́ндр Ви́кторович Масало́в (Ела́гин) (род. 2 августа 1953, Москва) — российский спортивный комментатор, телеведущий, актёр. Заслуженный артист Российской Федерации (2004).

## Биография
Александр Масалов родился в 1953 году. Елагин — девичья фамилия матери, взятая Александром для работы в СМИ.
Актёрскую карьеру начал в Студенческом театре МГУ под руководством Романа Виктюка в 1975 году. В 1976-м Виктюк пригласил Масалова на главную роль в телеспектакле «Мой друг Моцарт», где его партнёрами были Маргарита Терехова, Леонид Марков, Александр Леньков и другие. В 1983-м играл в студии Марка Розовского в спектакле «Триптих» вместе с Александром Филиппенко.
Окончил международное отделение факультета журналистики МГУ в 1982 году, после чего работал на Гознаке, а также в Чехословакии по линии Общества дружбы с зарубежными странами. В университете учился на одном курсе с Владиславом Листьевым.
По возвращении из Чехословакии работает в «Театре у Никитских ворот» (с 1989 года с перерывами), актер, играет в спектаклях театра.
В 1990-е годы работал на телеканале 2х2 редактором и телеведущим спортивных новостей, писал рекламу на радиостанции «Эхо Москвы». На радио познакомился со спортивным продюсером Евгением Любимовым, который предложил Елагину перейти на создававшийся тогда телеканал REN-TV.
С 1996 по 2003 год работал в спортивной редакции телекомпании REN-TV. Работал с программами «Футбольный курьер» и «Жилетт-Спорт», комментировал матчи Английской футбольной премьер-лиги и российского футбольного первенства. Последняя должность на канале — руководитель обзорной футбольной программы «Сатурн-REN TV. Новости футбола».
Одновременно с работой на REN-TV, с 1997 по 1999 год был комментатором спортивных новостей на канале «ТВ Центр» (как Александр Масалов).
В 1999 году получил приз «Золотой микрофон» как лучший футбольный телекомментатор года.
С 2002 по 2009 год работал спортивным комментатором на канале 7ТВ, где комментировал как классические трансляции английской премьер-лиги, так и современные, в том числе и Кубок Англии по футболу. Изначально работал на этом канале на внештатной основе, а c 2004 года, после закрытия спортивной редакции на REN-TV в прежнем виде — числился в его штате. Помимо 7ТВ, с 2004 по 2005 год несколько раз работал на подстраховках во время футбольных трансляций на «Первом канале», в случае потери связи с основными комментаторами на стадионе или же отсутствия в столице других комментаторов канала, реже — как сокомментатор. В 2006 году недолгое время был ведущим программы «Летопись спорта» на канале «Спорт».
В сентябре 2009 года, после отказа телеканала 7ТВ от спортивного вещания, перешёл на «НТВ-Плюс» по предложению Анны Дмитриевой и Василия Уткина. С 2009 по 2015 год — комментатор футбольных трансляций на спортивных каналах этой телекомпании, частый ведущий и участник обзоров футбольных еврокубков на основном канале НТВ.
Автор справочника «История чемпионатов Европы по футболу: 1960—2004» издательства Олимпия-Пресс.
С ноября 2015 года — комментатор футбольных трансляций на телеканале «Матч ТВ». В январе 2016 года вместе с Василием Уткиным, Кириллом Дементьевым, Алексеем Андроновым и рядом других комментаторов был выведен за штат телеканала и переведён на гонорарную основу, однако совсем уходить с телеканала не стал. В мае 2017 года на некоторое время покинул телеканал вследствие сокращения штата.
С марта 2016 года по настоящее время — комментатор футбола на телеканале Eurosport.
С июля 2017 года по 28 июля 2022 года выпускал на своём YouTube-канале передачу под названием «Британский стиль с Александром Елагиным».
Комментировал Чемпионат мира по футболу 2018 года на «Первом канале».
В августе 2018 года вернулся к постоянной работе на канале «Матч ТВ», а также на тематических каналах субхолдинга «Матч!».
С июня 2019 года по инициативе Владимира Стогниенко начал работу на интернет-портале «Okko.Sport» (Rambler Group), где будет комментировать матчи Английской футбольной премьер-лиги. При этом продолжил работу на каналах субхолдинга «Матч!» на других чемпионатах.
С 2022 года постоянный резидент YouTube проекта «Коммент.Шоу», где вместе с Александром Неценко, Денисом Казанским и Денисом Качановым участвует в обсуждении английского футбола еженедельно, по понедельникам и четвергам.

## Личная жизнь
Вдовец, жена скончалась в 2013 году. Есть дочь и сын. Владеет в разной степени шведским, чешским и английским языками.

## Фильмография
| Год  |   | Русское название                                      | Оригинальное название                                 | Роль    |
| ---- | - | ----------------------------------------------------- | ----------------------------------------------------- | ------- |
| 1994 | ф | Жизнь и необычайные приключения солдата Ивана Чонкина | Život a neobyčejná dobrodružství vojáka Ivana Čonkina | Малахов |
| 2008 | ф | Блаженная                                             |                                                       | юрист   |
| 2010 | ф | Мы объявляем вам войну                                |                                                       | бармен  |

## Награды
- Медаль «За труды в культуре и искусстве» (11 апреля 2024 года) — за большой вклад в развитие отечественной культуры и искусства, многолетнюю плодотворную деятельность[38].
- Заслуженный артист Российской Федерации (10 марта 2004 года) — за заслуги в области искусства[1].